# Planes diabólicos
Planes diabólicos (título original: Extracurricular) es una película canadiense de drama, terror y suspenso de 2018, dirigida por Ray Xue, escrita por Matthew Abrams y Padgett Arango, musicalizada por Manels Favre, en la fotografía estuvieron Michael Caterina y Rajeevan Nithiyananthan, los protagonistas son Keenan Tracey, Brittany Raymond y Luke Goss, entre otros. El filme fue realizado por September17Studio y se estrenó el 14 de octubre de 2018.

## Sinopsis
Miriam, Derek, Ian y Jenny son alumnos de secundaria, ellos tienen un desempeño excelente y cumplen todas normas. Pero cuando tienen tiempo libre, planean y llevan a cabo homicidios complejos.